# 希爾斯波洛 (伊利諾伊州)
希爾斯伯勒（英語：Hillsboro）是一個位於美國伊利諾伊州蒙哥馬利縣的城市。根據2010年美國人口普查，該地人口為6207人，而該地的面積約為21.56平方千米。同時該地也是蒙哥馬利縣的縣治。

## 地理
希爾斯伯勒的座標為39°09′54″N 89°29′04″W / 39.16500°N 89.48444°W，而該地的平均海拔高度為190米（即623英尺）。